# Diffrazione da retrodiffusione elettronica

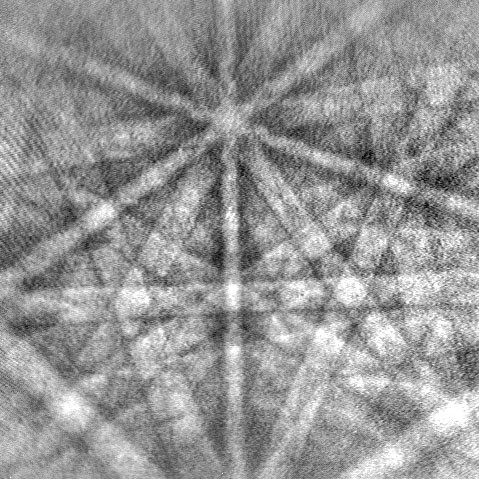
Immagine della diffrazione da retrodiffusione elettronica -Tratta dalla Divisione dell'Istituto Nazionale di affidabilità dei materiali tecnologici

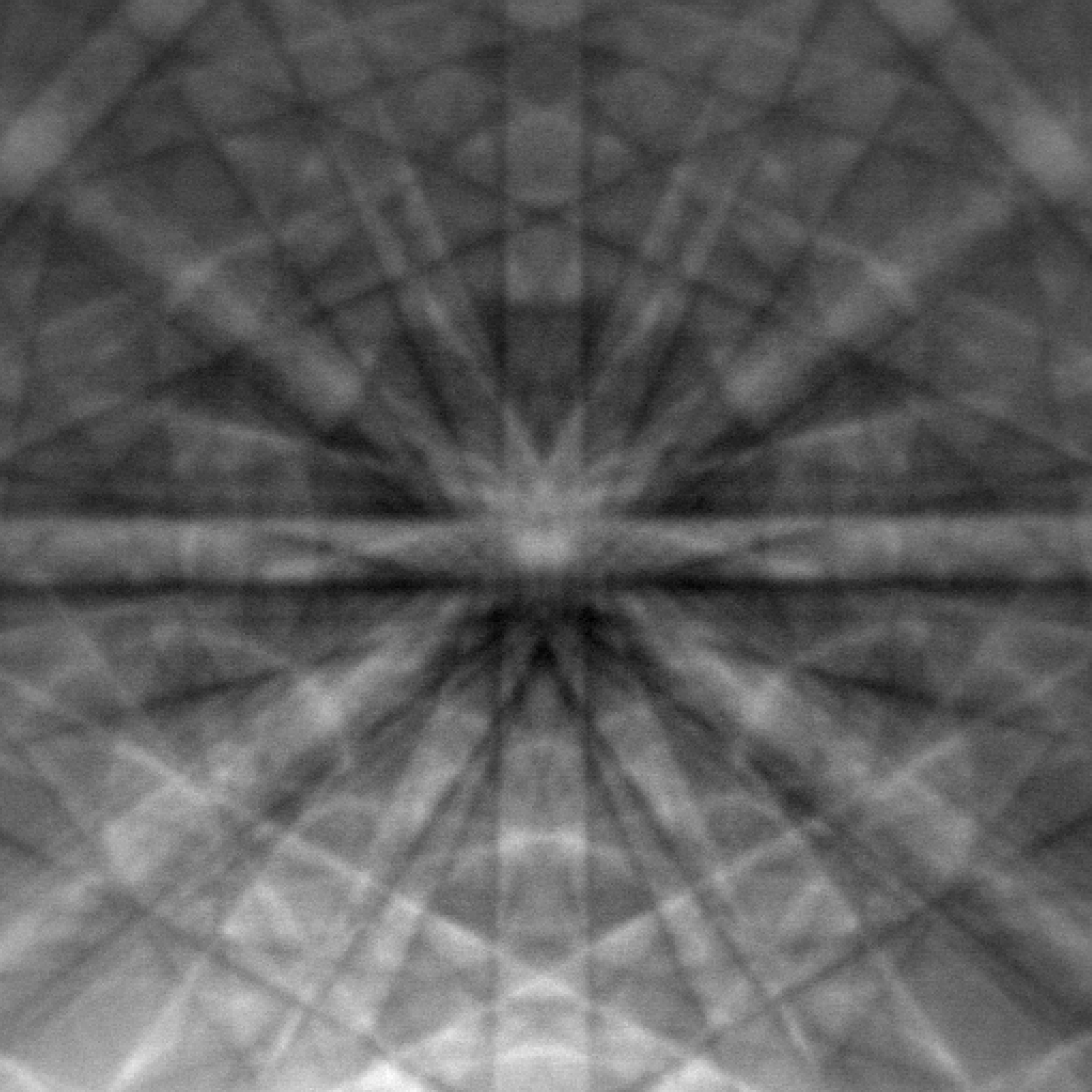
Immagine della diffrazione da retrodiffusione elettronica - Da un cristallo singolo di Silicio, preso a 20kV su un microscopio FEG

La diffrazione da retrodiffusione elettronica (EBSD: electron backscattered diffraction) è una tecnica cristallografica-microstrutturale usata per esaminare l'orientamento cristallografico di parecchi materiali, che può essere usata per delucidare la struttura o orientamento privilegiato di qualsiasi materiale cristallino o policristallino. La tecnica EBSD si può usare per indicizzare e identificare i sette sistemi cristallini, e in quanto tale si applica alla mappatura dell'orientamento dei cristalli, studio di difetti, identificazione delle fasi, studi di interfaccia tra grani e morfologici, investigazioni eterogeneitiche regionali, discernimento del materiale, mappatura di microdeformazioni, e utilizzando tecniche complementari, identificazioni fisico-chimiche. Tradizionalmente questi tipi di studi sono stati eseguiti usando la diffrazione a raggi X (X-ray diffraction, XRD), la diffrazione neutronica e/o la diffrazione elettronica in un microscopio elettronico a trasmissione.
In modo sperimentale l'EBSD è eseguito con l'impiego di un microscopio a scansione elettronico (scanning electron microscope, SEM), equipaggiato con una macchina per la ripresa della diffrazione per retrodiffusione. La macchina da presa fotografica per la retrodiffusione consta di uno schermo al fosforo, introdotto nella camera del saggio del SEM ad un angolo maggiore o uguale a 90° rispetto alle espansioni polari, e di una macchina fotografica CCD (acronimo di Charge Coupled Device, dispositivo a carica accoppiata) sulla fine di una guida luminosa per registrare l'immagine sullo schermo fosforescente. Un saggio cristallino liscio e pulito è collocato in posizione normale nella camera dei saggi, ma fortemente inclinato (circa 70° dalla posizione orizzontale) verso la camera. Quando gli elettroni colpiscono il saggio interagiscono con i piani del reticolo atomico della struttura cristallina, molte di queste interazioni soddisfano le condizioni della Legge di Bragg e subiscono la diffrazione per retrodiffusione. A causa dell'angolo del saggio questi elettroni diffratti evadono dal materiale e sono orientati verso lo schermo della camera di diffrazione ove vi impattano facendola emettere luce per fluorescenza, questa luce poi viene rivelata da un dispositivo CCD a bassa luminosità. Gli elettroni diffratti producono una figura di diffrazione, talvolta chiamata figura di elettroni retrodiffusi (electron backscatter pattern, EBP), che sovente mostrano bande di Kikuchi, a condizione che il materiale superficiale (parte superiore da 20 a 100 nm) sia adeguatamente cristallino.
Le figure di diffrazione elettronica da retrodiffusione contengono bande di Kikuchi, che corrispondono a ciascuno dei piani del reticollo diffrangente e che possono venire indicizzate con gli indici di Miller del piano diffrangente che le generano. Queste bande generate possono pure essere analizzate per evidenziare deformazioni presenti all'interno del materiale: una figura che si offusca fornisce una indicazione di una deformazione permanente (poiché dislocazioni presenti nel volume interagente deformano il cristallo ed alterano le condizioni di diffrazione) all'interno del cristallo e piccole rotazioni della figura (rispetto a quella di un cristallo perfetto in un dato orientamento) indicano una rotazione del reticolo e una deformazione elastica.

## Indicizzazione
Sovente, il primo passo nel processo EBSD dopo la raccolta di immagini è la indicizzazione. Ciò tiene conto della identificazione dell'orientamento del volume singolo del campione da dove l'immagine è stata raccolta. Con il programma EBSD, le bande raffigurate sono rivelate tramite una procedura di routine chiamata la trasformata di Hough, in cui ogni pixel indica una linea unica nella immagine EBSD. Angoli tra bande rappresentano angoli tra piani del reticolo, Siccome gli angoli tra le bande rappresentano angoli tra i piani del reticolo, quando le posizioni fra tre bande sono note, una soluzione dell'orientamento può essere stabilita.
Un metodo per stabilire l'orientamento dalle bande delle immagini è uno schema a triplo riconoscimento. Con questa procedura, il sistema calcola tutti gli orientamenti per tutte le possibili combinazioni di tre bande (triplette) e conta il numero di riconoscimenti per ciascun orientamento candidato. Un orientamento avrà il più elevato numero di riconoscimenti e questo sarà tipicamente la soluzione corretta. Questo metodo funziona molto bene per i materiali deformati e nelle immagini sovrapposte dove la tripletta che appartiene alla immagine più intensa determina la soluzione dell'orientamento. Può pure essere usato come base per l'indice di confidenza che è una misura della differenza in riconoscimenti fra la soluzione migliore di orientamento e la seconda.
Una routine alternativa è di iniziare con tutti i possibili orientamenti, le soluzioni da tre bande, e convergere verso una soluzione singola aggiungendo delle bande come si renda necessario. La soluzione ottenuta può essere confrontata con l'immagine colta ed una misura del concordamento d'immagine può essere valutata.

## Mappatura dell'orientamento
Una funzione ulteriore dell'EBSD è la mappatura delle informazioni raccolte da una griglia stabilita di punti sul campione. Un'area del campione viene stabilita e i parametri da raccogliere vengono scelti. Il sistema scandisce automaticamente il fascio elettronico di conseguenza, e in ciascun punto l'informazione di orientamento viene immagazzinata in un insieme di dati. Da questo insieme di dati si possono generare mappe, carte e diagrammi. Alcuni di questi comprendono mappe di orientamento della cella elementare, mappe di interfaccia della cella elementare, carte di dimensioni della cella elemtare, carte di orientamento scorretto e diagrammi di strutture.

## Mappatura integrata EBSD/EDS
Qualora si possa ottenere una raccolta simultanea delle indaginiEDS/EBSD, la capacità di entrambe le tecniche ne risulta incrementata. Ci sono delle applicazioni in cui le proprietà chimiche del campione o le fasi possono venire differenziate via EDS solamente a causa di composizioni simili; e la struttura non può essere definita con il solo EBSD a causa di ambiguità strutturali. Per eseguire una mappatura integrata, si scandisce la superficie in analisi ed in ogni punto i picchi di Hough e il conteggio degli impulsi a raggi X dell'analisi EDS (spettroscopia a raggi X a dispersione di energia) sono immagazzinati. Le posizioni delle fasi sono determinate nelle mappe di raggi X ed i conteggi degli impulsi di raggi X sono dati nel grafico per ciascun elemento. Campi di intensità chimica per ciascuna fase sono impostati per scegliere le celle. Tute le figure sono poi reindicizzate fuori linea. La chimica registrata determina quale file di fase/struttura cristallina è usato per fornire l'indice ciascun punto. Ogni figura è fornita d'indice da una sola fase e mappe che rapprersentano chiaramente fasi distinte sono generate.
La spettroscopia EBSD, qualora sia usata con altre tecniche SEM quali la luminiscenza catodica (CL), la spettroscopia a raggi X WDS e/o EDS, può fornire un quadro più approfondito delle proprietà del campione. Per esempio, i minerali calcite e aragonite hanno la stessa composizione chimica, carbonato di calcio (CaCO3)l quindi l'esame EDS/WDS non può distinguerli, ma posseggono una struttura cristallina differente cosicché l'esame EBSD può differenziarli.